# Vikas Gowda
Vikas Shive Gowda (en kannada : ವಿಕಾಸ್ ಗೌಡ, né le 5 juillet 1983 à Mysore) est un athlète indien, spécialiste du lancer du poids et du lancer du disque. Il mesure 2,06 m pour 110 kg. Son père, Shive, a entraîné l'équipe olympique indienne d'athlétisme en 1988. Il a grandi à Frederick (Maryland) et a étudié aux États-Unis.
Il détient le record d'Inde du lancer du disque avec 66,28 m, établis le 12 avril 2012 à Norman, aux États-Unis.

## Palmarès
| Date | Compétition                   | Lieu             | Résultat | Épreuve | Marque  |
| ---- | ----------------------------- | ---------------- | -------- | ------- | ------- |
| 2002 | Championnats du monde juniors | Kingston         | 8e       | Poids   |         |
| 2002 | Championnats du monde juniors | Kingston         | 12e      | Disque  |         |
| 2005 | Championnats d'Asie           | Incheon          | 2e       | Disque  |         |
| 2006 | Jeux du Commonwealth          | Melbourne        | 5e       | Poids   |         |
| 2006 | Jeux du Commonwealth          | Melbourne        | 6e       | Disque  |         |
| 2006 | Jeux asiatiques               | Doha             | 6e       | Disque  |         |
| 2010 | Jeux asiatiques               | Guangzhou        | 3e       | Disque  | 63,13 m |
| 2010 | Jeux du Commonwealth          | New Delhi        | 2e       | Disque  | 63,60 m |
| 2011 | Championnats d'Asie           | Kobe             | 2e       | Disque  | 61,58 m |
| 2011 | Championnats du monde         | Daegu            | 7e       | Disque  | 64,05 m |
| 2012 | Jeux olympiques               | Londres          | 8e       | Disque  | 64,79 m |
| 2013 | Championnats du monde         | Moscou           | 7e       | Disque  | 64,03 m |
| 2014 | Jeux du Commonwealth          | Glasgow          | 1er      | Disque  | 63,64 m |
| 2014 | Jeux asiatiques               | Incheon          | 2e       | Disque  | 62,58 m |
| 2015 | Championnats d'Asie           | Wuhan            | 1er      | Disque  | 62,03 m |
| 2015 | Championnats du monde         | Pékin            | 9e       | Disque  | 62,24 m |
| 2015 | Ligue de diamant              | Ligue de diamant | 5e       | Disque  | détails |
| 2017 | Championnats d'Asie           | Bhubaneswar      | 3e       | Disque  | 60,81 m |

## Records
| Épreuve          | Performance | Lieu    | Date          |
| ---------------- | ----------- | ------- | ------------- |
| Lancer du disque | 66,28 m     | Norman  | 12 avril 2012 |
| Lancer du poids  | 19,62 m     | Atlanta | 12 mai 2006   |